# Colour of the Trap
Colour of the Trap è l'album d'esordio come solista del cantautore inglese Miles Kane, cofondatore dei Last Shadow Puppets ed ex membro dei Rascals. È uscito il 9 maggio 2011, il 6 maggio 2011 in formato per il download digitale.

## Tracce
1. Come Closer
2. Rearrange
3. My Fantasy
4. Counting Down the Days
5. Happenstance
6. Quicksand
7. Inhaler
8. Kingcrawler
9. Take the Night From Me
10. Telepathy
11. Better Left Invisible
12. Colour of the Trap

### Singoli e Lati b
- Inhaler
- Come Closer
- Rearrange

## Formazione
- Miles Kane - voce, chitarra solista, chitarra ritmica
- Eugene McGuinness – voce, chitarra ritmica
- Jay Sharrock – batteria
- Ben Parsons – tastiere
- Phill Anderson – basso